# Sint-Stefanuskerk (Mainz-Gonsenheim)
De Sint-Stefanuskerk (Duits: St. Stephan) is een rooms-katholieke kerk in het stadsdeel Gonsenheim van de Duitse stad Mainz. Patroonheilige van de kerk is de heilige Stefanus. Vanwege de afmetingen, het betreft de grootste kerk van Rijn-Hessen, heeft de kerk de bijnaam Rheinhessendom gekregen. De eerste steen werd op 30 juli 1905 gelegd en de wijding van de kerk vond plaats op 30 september 1906.
De kerk moet niet worden verward met de Sint-Stefanuskerk in het centrum van de stad, die vooral bekendheid geniet vanwege de Chagall ramen in het priesterkoor.

## Geschiedenis
Volgens aantekeningen van een kapelaan had de parochie reeds in het begin van de 19e eeuw behoefte aan een nieuwe, grotere kerk. De financiële middelen hiervoor ontbraken echter. Toen in het jaar 1849 enkele naburige schuren afbrandden, kocht de kerk in 1850 de stukken grond waarop de schuren stonden. Ondanks een lange periode van geld inzamelen onder de gelovigen bleef het bedrag ontoereikend om een nieuwe kerk te bouwen. In 1868 hield pastoor Dominikus Grimm een indrukwekkende preek; hierin omschreef hij de armzalige en onwaardige toestand van de oude kerk. Hij verzocht de gelovigen gul te offeren en lichtte een plan van een Mainzer bouwondernemer toe om de oude kerk voorlopig te integreren in een nieuw te bouwen kruiskerk. De preek raakte een snaar bij de gelovigen. Enthousiast begon de bevolking, ieder naar vermogen, aanzienlijke sommen geld te doneren. Vrouwen en meisjes gaven hun zilveren en gouden sieraden en andere kostbaarheden af. Een verloting bracht vervolgens ook nog een grote som geld op. Men kon nu eindelijk een begin maken met de bouw van de kerk. Dombouwmeester Wessicken uit Mainz ontvouwde een ontwerp van een kerk in gotische stijl waarvan het koor en het transept onmiddellijk en de overige bouw later voltooid zouden worden. In 1868 werd begonnen met de eerste bouwfase die in 1872 werd afgerond. In de loop van de volgende jaren werd het interieur gecompleteerd. Op 14 april 1905 werd met de twee bouwfase begonnen. Er werd een muur opgetrokken die de nieuwe kerk van de oude scheidde, vervolgens werd het oude deel afgebroken. Op 30 september 1906 werd de kerk door bisschop Georg Heinrich Kirstein van Mainz ingewijd.

## Maten
Lengte: 62,50 meter
Breedte schip: 18,65 meter
Oppervlakte: 1.365 m²
Hoogte torens: 57 meter